# 特朗岸島
特朗岸島是印度尼西亞的島嶼，位於阿拉弗拉海，屬於阿魯群島的一部分，行政上由马鲁古省阿鲁群岛县负责管辖，面積2,149平方公里，群島中其他島嶼有沃坎島和科布羅爾島。
6°32′06″S 134°20′55″E / 6.534941°S 134.348717°E